# Coloured

Poporul coloured ca proporție din populația totală din Africa de Sud.

Densitatea populației coloured din Africa de Sud.

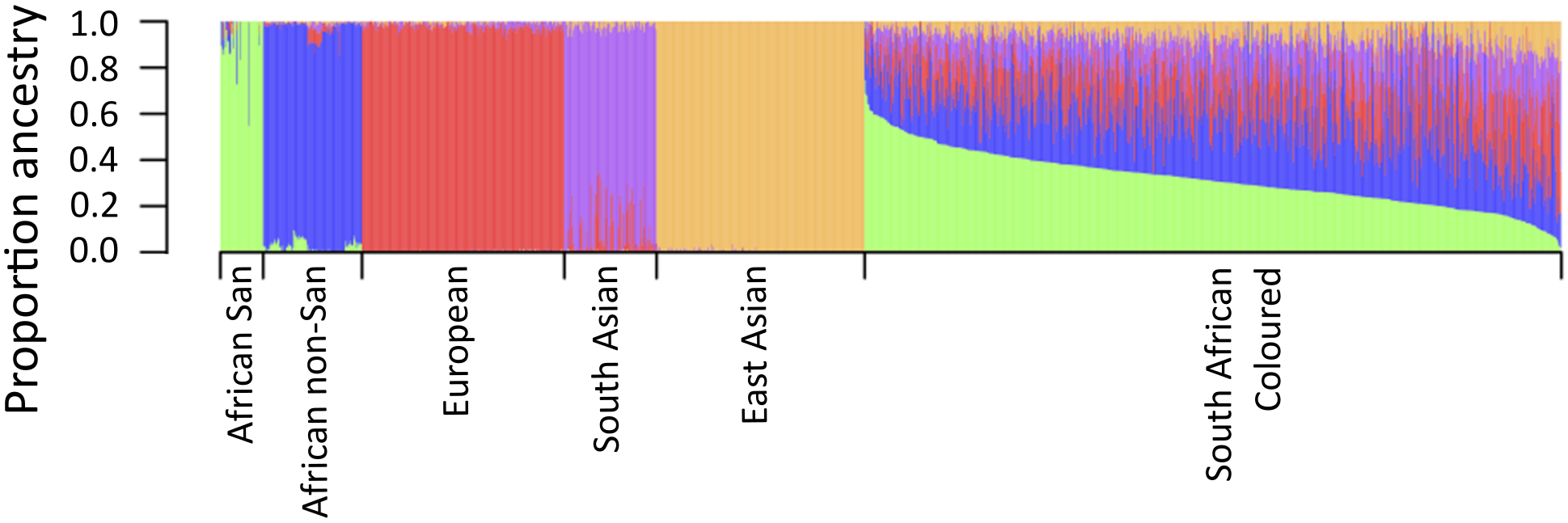
Un grup genetic al populației coloured din Africa de Sud și al celor cinci populații sursă. Fiecare bară verticală reprezintă o persoană.

Coloured (în afrikaans Kleurlinge / Bruinmense) este un termen de origine englezească care se referă la membrii comunităților etnice multirasiale din Africa de Sud care au ascendență africană, europeană și asiatică. Amestecul diferitelor rase a început în provincia Cape din Africa de Sud, unde coloniștii europeni s-au amestecat cu triburile indigene Khoikhoi și cu sclavii asiatici din regiune. Ulterior, diverși alți naționali europeni au contribuit la creșterea numărului de oameni de rasă mixtă, care au fost până la urmă oficial clasificați drept coloured de către guvernul apartheid în anii 1950.
Termenul coloured a fost o clasificare rasială definită legal în timpul apartheidului, referindu-se la oricine care nu era alb sau parte a triburilor bantu, ceea ce însemna în mare măsură oameni de culoare.
În provincia Western Cape, s-a dezvoltat o cultură distinctă de cape coloured și malayezi cape. Studiile genetice sugerează că acest grup are cel mai înalt nivel de descendență mixtă din lume
Majoritatea de oameni coloured se găsesc în provincia Western Cape, dar sunt răspândiți în toată țara. În Cape Town, ei reprezintă 43,2% din totalul populației, conform recensământului național din Africa de Sud din 2011.:11,57
Legea apartheid-ului pentru înregistrarea populației din 1950 și modificările ulterioare au codificat identitatea coloured și au definit subgrupurile acesteia, inclusiv cape coloured și malayezi cape. Indienii sud-africani au fost inițial clasificați sub această lege ca un subgrup al coloured. Ca o consecință a politicilor de apartheid și, în ciuda abrogării Legii pentru înregistrarea populației în 1991, oameni coloured sunt considerați unul dintre cele patru grupuri rasiale din Africa de Sud. Aceste grupuri (negri, albi, coloured și indieni) încă tind să aibă identități rasiale puternice și să se clasifice pe ei înșiși și pe alții ca membri ai acestor grupuri rasiale. Clasificarea continuă să persiste, într-o anumită măsură, în politica guvernamentală, ca rezultat al încercărilor de a corecta inegalitățile rasiale, cum ar fi programele „Black Economic Empowerment (BEE)” și „Employment Equity”.